# Glyptothorax stolickae
Glyptothorax stolickae är en fiskart som först beskrevs av Steindachner, 1867.  Glyptothorax stolickae ingår i släktet Glyptothorax och familjen Sisoridae. IUCN kategoriserar arten globalt som livskraftig. Inga underarter finns listade i Catalogue of Life.